# Gordiichthys combibus
Gordiichthys combibus är en fiskart som beskrevs av Mccosker och Lavenberg 2001. Gordiichthys combibus ingår i släktet Gordiichthys och familjen Ophichthidae. IUCN kategoriserar arten globalt som otillräckligt studerad. Inga underarter finns listade i Catalogue of Life.